# Gustav Gustavson

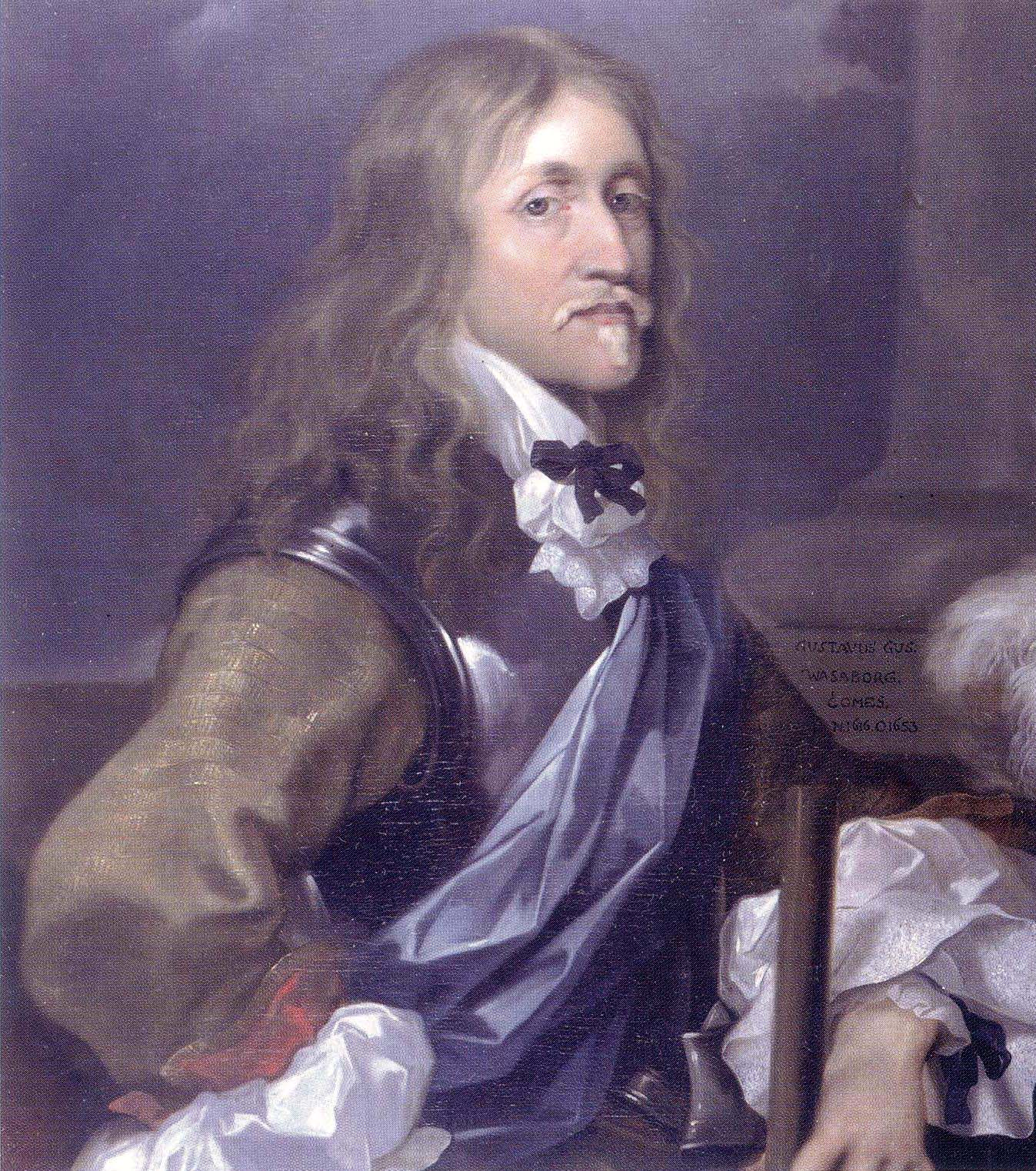
Gustav Gustavson

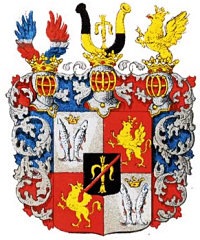
Gräfliches Wappen

Gustav Gustavson, ab 1637 von Wasaburg (schwedisch af Vasaborg), ab 1647 Graf von Nystad (* 24. April 1616 in Stockholm; † 25. Oktober 1653 in Wildeshausen) war ein unehelicher Sohn von König Gustav II. Adolf, schwedischer Heerführer im Dreißigjährigen Krieg, Reichsrat und von 1633 bis 1648 Administrator des Hochstifts Osnabrück.

## Leben und Wirken
Gustav Gustavson entstammte einer Liaison Gustav Adolfs mit seiner holländischen Mätresse Margareta Slots oder Margarethe Cabeliau. Schon als Zehnjähriger wurde er an der Universität Uppsala immatrikuliert. 1630 ging er zu Gustav Adolf nach Deutschland und immatrikulierte sich am 6. August 1632 an der Universität Wittenberg, zusammen mit seinem Hofmeister (praefectus morum) Hermann Meier von Münzenbrock. Im Oktober 1632 gab man ihm den Ehrentitel eines Rector magnificus der Universität. Er blieb jedoch nicht lange, sondern begab sich zum schwedischen Heer. 1633, als Siebzehnjähriger, zeichnete er sich bei der Schlacht von Oldendorf aus und befehligte im Anschluss die schwedischen Truppen, die das Hochstift Osnabrück besetzten. Er vertrieb Bischof Franz Wilhelm von Wartenberg und ließ sich nach Druck des schwedischen Reichrats im Januar 1634 vom Domkapitel zum Administrator erklären. Wie die Fürstbischöfe residierte er auf Burg Iburg, wo heute noch sein Porträt in der Reihe der Fürstbischöfe zu sehen ist. Die Inschrift vermerkt, er habe dem Bistum vorgestanden in Kriegswirren, als noch Bischof Franz Wilhelm lebte, von Januar 1634 bis zum Ende des Jahres 1650. Ab 1643 residierte er in Vörden.
1637 erhob man ihn in den Adelsstand als von Wasaburg (af Vasaborg). Königin Christina machte ihren Halbbruder 1647 zum Grafen von Nystad. Zugleich wurde die Familie unter der Nummer 6 in die Grafenklasse des Ritterhauses aufgenommen.
Als 1643 die Stadt Osnabrück als Teil der Vorbereitungen zum Friedensschluss zur neutralen Stadt erklärt wurde, ließ er die schwedischen Truppen abziehen. Infolge des Westfälischen Friedens musste er auch das Stiftsgebiet räumen, was sich bis 1650 hinzog. Ihm wurde eine finanzielle Entschädigung von 80.000 Talern zugesagt, die zu gleichen Teilen vom Fürstbischof und den drei Ständen des Hochstifts aufzubringen war, und er erhielt die nun schwedische Herrschaft Wildeshausen und Huntlosen, wo er sich ein Schloss bauen ließ.
1645 wurde er Gouverneur von Estland und 1646 schwedischer Reichsrat. 1649/1650 bewarb er sich erfolglos um die Stellung als Admiral der schwedischen Flotte. Er kehrte nach Deutschland zurück und starb in Wildeshausen. Sein Leichnam wurde im August 1654 nach Stockholm überführt und in einer eigenen Grabkapelle in der Riddarholmskyrkan beigesetzt.
Er war verheiratet mit Anna Sofia von Wied-Runkel (1616–1694), der Schwester von Graf Friedrich III. von Wied.
Von den Kindern des Paares wurde Gustav Adolf (1653–1732) ebenfalls Offizier und setzte das Grafengeschlecht Wasaburg fort. Er war verheiratet mit Angelika Catharina von Leiningen-Westerburg. Die Tochter Kristina/Christina (1644–1709) heiratete Wolmar Wrangel.